# 슈베린성

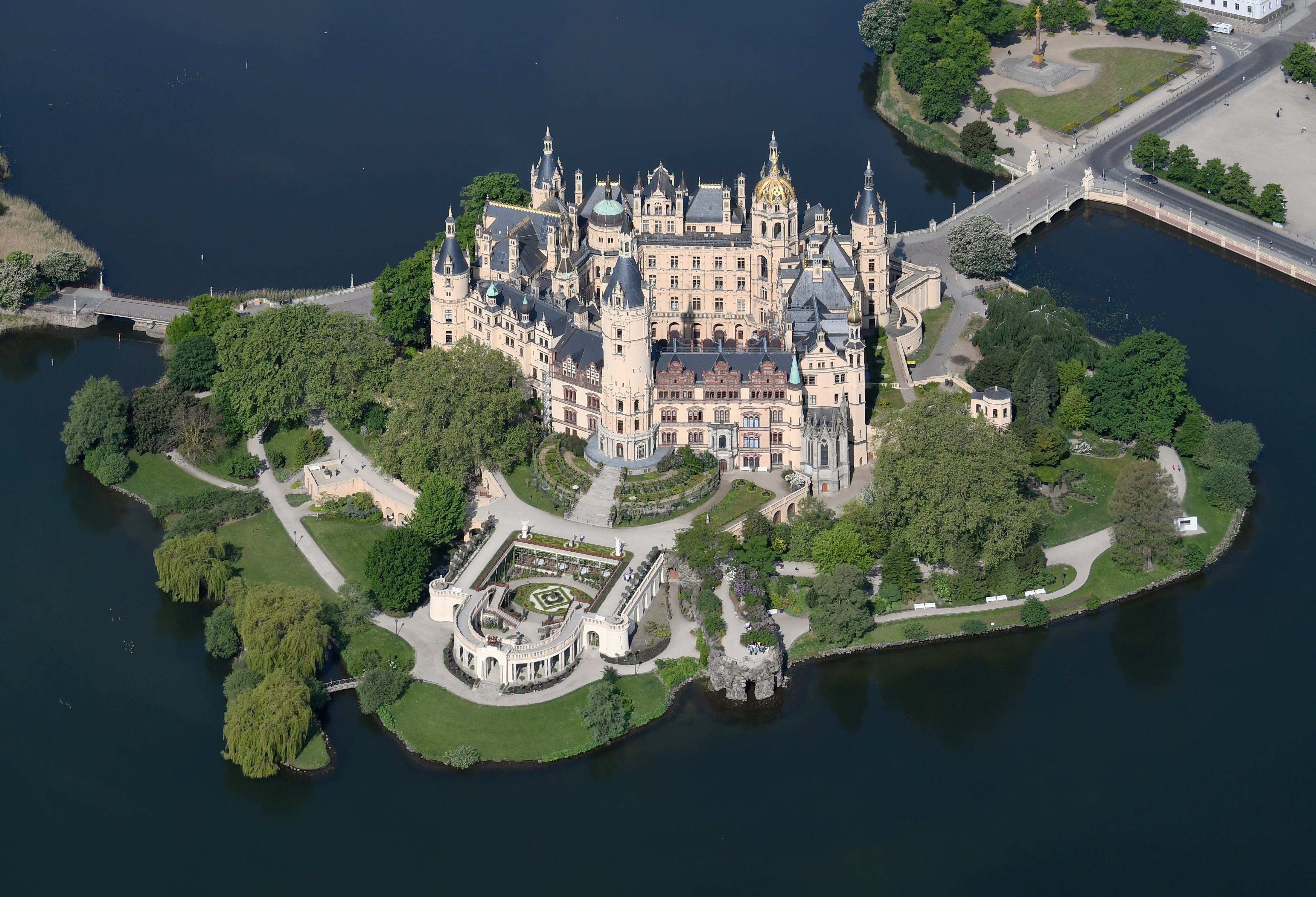
공중에서 조감한 슈베린성과 그 정원

슈베린성(독일어: Schweriner Schloss)은 독일 메클렌부르크-포어포메른 주의 슈베린 시에 위치한 성이다. 슈베린시의 중심인 슈베린 호수 위의 섬에 지어져 있는 것이 특징적으로, 지역의 명소이기도 하다.
이 지대에 성이 지어진 것은 973년 슬라브족이 슈베린 호수 위에 요새를 지었다는 기록까지 거슬러올라가며, 당시 이 섬에 지어진 요새의 흔적이 오늘날까지도 남아있다. 이후 이 터의 지정학적 중요성에 의해 슬라브족과 게르만족에 의해 요새로 쓰이게 되었다.
르네상스 시대이던 1500년대에 메클렌부르크 공작 요한 알브레히트 1세(1525 ~ 1576)가 이 지역을 통치하면서 요새 터에 가문 소유의 궁전(Schloss)을 짓기 시작하였으며, 지금의 모습은 19세기 중반 재건되면서 완성되었다. 현재 메클렌부르크-포어포메른 주의 의회 건물로도 사용되고 있다.

## 같이 보기
- 슈베린